# 시만토 층군
시만토 층군 (四万十層群)은 보소반도에서 간토 산지, 아카이시산맥, 기이 산지, 시코쿠 산지 남부, 규슈 산지 남부를 거쳐 오키나와까지 1,800km에 걸쳐 띠 모양으로 분포하는 층군이다. 시만토 누층으로도 불린다.
시만토 대는 시만토 층군이 기반인 지역으로, 서남일본의 외대에 속한다.

## 구조
주로 사암, 이암, 처트, 현무암, 반려암 등이 복잡하게 겹쳐진 지층으로 이루어져 있으며 곳곳에 해저 사태의 흔적이 남아있는 지층이나 변성 작용을 받은 지층이 샌드위치처럼 배치되어 있다. 북쪽에서는 부쓰조 구조선을 경계로 지치부 대 또는 산포산 층군 (산포산 대)와 접하지만 남쪽 경계는 명확하지 않다. 크게 시만토 층군 북대와 시만토 층군 남대로 분류된다.

## 형성
중생대 백악기에서 신생대 고제3기에 걸쳐 형성된 전형적인 부가체이다. 해양 지각과 그 위에 퇴적된 모래와 진흙이 해구에 침강할 때 스러스트 단층에 의해 다수의 지괴로 분할되어 지상으로 밀어올려져 지표에 드러났다. 따라서 개별 지괴 안에서는 북쪽으로 갈수록 새로운 지층이지만, 전체적으로는 남쪽으로 갈수록 새로운 지층으로 이루어져 있다.

## 연구사
1926년 지질학자 에하라 신고(江原真伍)에 의해 시만토강 유역에 분포하는 지층군이「시만토 통」으로 명명된 이후 일본 열도 남부에 분포하는 중생대 이후 형성된 부가체 지층군의 총칭으로 사용되었다. 단조로우며 건층이 적고, 단층이나 습곡에 의한 변형이 현저하여 대형 화석이 부족하기 때문에 연대의 특정이 어렵다. 따라서 본격적인 연구가 진행된 것은 방산충, 유공층 등의 미화석 연구와 고지자기학이 발전한 1960년대 이후이다.
1980년대에는 연구의 진전에 따라 이전에는 지치부 대라고 생각되었던 기이 반도 동부의 지층이 시만토 층군임이 밝혀져 일본의 지질도가 크게 달라지게 되었다.

## 분포

### 간토 지방
간토 지방 남동부에서는 보소반도의 미네오카 산지에서 조금 노출된 정도이지만 지하에서 기반 지층으로 존재하고 있을 것으로 예상된다. 간토 지방 서부의 간토 산지 중부에서 남부에 걸쳐 광범위하게 노출되어 있으며, 오고치 층군, 오다키 층군, 가와카미 층군, 코보토케 층군, 마스토미 층군, 사가미 층군 등으로 나뉜다..

### 주부 지방
이토이가와 시즈오카 구조선 서쪽의 아카이시산맥에 넓게 분포하고, 동쪽에서부터 세토가와 층군, 미쿠라 층군, 이누이 층군, 스마타가와 층군, 시라네 층군, 아카이시 층군으로 나뉜다. 남쪽에서 북쪽으로 갈수록 폭이 좁아진다..

### 긴키 지방
기이 반도 중부에서 남부에 걸쳐 넓게 분포하고, 북쪽에서부터 히다카가와 층군, 오토나시가와 층군, 무로 층군으로 나뉜다. 기이 반도 동부에는 지치부 대가 빠지고 시만토 층군이 주오 구조선을 사이에 두고 료케 대와 인접해 있다..

### 시코쿠 지방
시코쿠 산지 남부에 널리 분포한다. 시코쿠 동부에서는 아키 구조선을 기준으로 북대와 남대로 나뉜다. 시코쿠 서부에서는 북쪽에서부터 신조가와 층군, 다이쇼 층군, 하타 층군, 미사키 층군으로 나눌 수 있다..

### 규슈 지방
규슈 산지 남부에 넓게 분포하고, 북쪽에서부터 사이키 층군, 카바코 층군, 기타가와 층군, 휴우가 층군 등으로 나뉜다. 이 밖에도 이즈미 산지, 이부스키 산지, 타카쿠마 산지, 와니쓰카 산지에도 분포하며 가와베 층군, 휴우가 층군, 니치난 층군 등으로 나뉜다. 사쓰마반도와 오스미반도에도 기반 지층으로 널리 분포하고 있지만, 화산과 화산 분출물로 덮여있기 때문에 노출되어 있는 곳은 적다..

### 난세이 제도
다네가섬과 야쿠섬의 구마게 층군, 아마미오섬 동부의 나제 층, 오키나와섬의 구니가미 층군이 시만토 층군에 해당한다.
류큐에서 대만에 이르는 오키나와 제도의 화산대 외측을 따라 오래된 변성암이 분포하며, 그 외측에 제 3기층이 있어. 대상 분포를 보인다. 그 연장은 규수에 이르며, 가노야 부근에서 시만토대와 연결되는 것을 보인다. 그 암상은 람섬암상에서 녹니편암상에 이르는 저압변성도의 암석으로 이루어지며 고생층으로 보이는 암석과 서로 연계되여 있으나 시만토대인가의 여부는 불명확하다.
- 천매암-오키나와-게라마 제도 등에 분포하여, 흑연, 방해석, 석영, 견운모를 포함한다. 가노야의 것과 유사하다. 산바가와변성대중의 암석과도 비슷하다.
- 람섬편암-이시가키섬에서 나오며, 백운모,석영,조장석,녹니석,녹렴석을 포함하며, 편상조직이 현저하다. 남색을 띄는 암석이다.
- 양기석편암-오키나와섬에서 나오며, 녹렴석, 조장석, 양기석을 포함한다.
- 녹니편암-게라마섬에서 나오며, 백운모, 녹니석, 녹렴석을 포함하는 편암이다.
- 석영조장석편암-견운모, 석영, 조장석, 흑연 등을 포함한다.

## 같이 보기
- 부가체
- 일본 열도

## 참고 문헌
- 木村敏雄ほか 『日本の地質』 도쿄 대학 출판회. 1993년. ISBN 4-13-060703-0.
- 米倉伸之ほか 『日本の地形1 総説』 도쿄 대학 출판회. 2001년. ISBN 4-13-064711-3.